# 湯玉駅
湯玉駅（ゆたまえき）は、山口県下関市豊浦町大字宇賀字湯玉にある、西日本旅客鉄道（JR西日本）山陰本線の駅である。

## 歴史
- 1925年（大正14年）8月16日：鉄道省小串線（現・山陰本線）小串駅 - 滝部駅間延伸時に開設。客貨取扱開始[1][3]。
  - 当時の所在地表示は山口県豊浦郡宇賀村字古神田[3]であった。
- 1933年（昭和8年）2月24日：小串線が山陰本線に編入、同線所属となる[4]。
- 1961年（昭和36年）8月1日：貨物取扱廃止[1]。
- 1986年（昭和61年）
  - 2月1日：荷物扱い廃止[1]。
  - 4月1日：無人駅化[2]
- 1987年（昭和62年）4月1日：国鉄分割民営化に伴い、JR西日本の駅となる[1]。
- 2007年（平成19年）11月1日：海側の駅舎改築、「湯玉駅薬局」がオープン[5]。
- 2023年（令和5年）
  - 7月1日：大雨の影響で長門粟野駅 - 阿川駅間の粟野川橋梁が傾斜する[6]等の被害を受けたため、当駅を含む長門市駅 - 小串駅間で不通となる[7]。
  - 7月4日：不通区間で代行バスが運行開始[8]。
- 2024年（令和6年）
  - 6月22日：滝部駅 - 小串駅間で運転再開[9]。

## 駅構造
相対式ホーム2面2線を有する列車交換可能な地上駅。駅舎が国道側（下りホーム側）と海側（上りホーム側）にそれぞれ設置されており、二つの駅舎は築堤下の地下通路で連絡している。海側の駅舎は薬局（湯玉駅薬局）が同居している。長門鉄道部管理の無人駅。自動券売機等の設備は無い。国道側駅舎には、男女別水洗トイレがある。

### のりば
| ホーム         | 路線      | 方向 | 行先             |
| -------------- | --------- | ---- | ---------------- |
| 海側           | ■山陰本線 | 上り | 滝部・長門市方面 |
| 山側（国道側） | ■山陰本線 | 下り | 小串・下関方面   |

付記事項
- 案内上ののりば番号は設定されていない。
- 上りホーム待合室外壁には「長門市・京都方面」と表記されている案内板が残っている。現在、当駅からの上り方面定期列車は最長でも益田駅までの運行であり、遥か先の京都までの直通列車は存在しない。このため、これは以前当駅を発着していた長距離列車が存在していた頃の名残であると思われる（※なお、2017年よりTWILIGHT EXPRESS 瑞風運行開始に伴い、乗降は出来ないが当駅を通って京都まで向かう列車が設定された）[11]。

## 利用状況
近年の1日平均乗車人員の推移は以下の通り。2023年の1日当たりの利用者数は44人、年間利用客数は8080人である。
なお2023年6月30日の大雨により、2024年6月22日まで運休状態であった。
| 乗車人員推移 | 乗車人員推移 |
| 年度         | 1日平均人数  |
| ------------ | ------------ |
| 1999         | 140          |
| 2000         | 143          |
| 2001         | 117          |
| 2002         | 104          |
| 2003         | 97           |
| 2004         | 95           |
| 2005         | 83           |
| 2006         | 71           |
| 2007         | 59           |
| 2008         | 54           |
| 2009         | 63           |
| 2010         | 67           |
| 2011         | 72           |
| 2012         | 63           |
| 2013         | 58           |
| 2014         | 52           |
| 2015         | 40           |
| 2016         | 40           |
| 2017         | 35           |
| 2018         | 30           |
| 2019         | 27           |
| 2020         | 25           |
| 2021         | 32           |
| 2022         | 32           |
| 2023         | 22           |

## 駅周辺
駅周辺は住宅地が広がる。
- 下関市役所豊浦総合支所宇賀支所
- 福徳稲荷神社
- 宇賀郵便局
- 犬鳴岬
- 国道191号
- 山口県道270号田耕湯玉停車場線

### バス路線
国道191号沿いに「湯玉駅」停留所があり、ブルーライン交通路線が経由する。
ブルーライン交通
- 大河内循環線
  - 川棚温泉

※片回り循環路線では無いため、大河内温泉を先に経由してから当駅に到着する便も混在する。
- 豊浦・豊北線
  - 川棚温泉 / 肥中

## 隣の駅
西日本旅客鉄道（JR西日本）
■山陰本線
宇賀本郷駅 - 湯玉駅 - 小串駅